# En Jacca
Le quartier d'En Jacca est une zone industrielle située au sud-ouest de la ville de Colomiers. Bien qu'ayant été conçu comme une zone industrielle, le quartier possède une zone résidentielle, composée d'immeubles HLM.

## Toponymie
L'origine du nom pourrait provenir de "jaça" qui en occitan (gascon) signifie l'auberge, le gîte ou encore la bergerie.

## Historique
La zone d'En Jacca fut occupée dès le Paléolithique (Acheuléen),.
Dans les années 1960, les premières entreprises s'implantent. Les chemins de fer qui traversent la zone industrielle y sont également construits.
Au fil des années 1970, la cité HLM est construite. Elle y possède une école élémentaire.
En février 2012, le quartier est touché par plusieurs incendies graves, détruisant partiellement un immeuble de la cité HLM ainsi qu'un entrepôt.
En 2015, la cité est classée quartier prioritaire, avec 1 246 habitants en 2018 et un taux de pauvreté de 46 %, contre 15 % pour l'ensemble de la commune.

## Voies de communications et transports

### Transports en commun
- Gare de Colomiers (à proximité)
  -   (2028) — après 2028 la ligne pourrait être prolongée jusqu'au quartier en utilisant les emprises ferroviaires[9]
  - L2213255150118

Le quartier est traversé et desservi par la ligne de bus 55.

### Axes routiers
L'axe principal du quartier est la route départementale D 82
- Route nationale 124 : accès no 5 et 6

### Réseau ferroviaire
La zone et ses industries sont desservies par un réseau ferroviaire connecté sur la ligne de Toulouse à Auch à la gare de Colomiers, laissé pour le moment à l'abandon.
En 2002, 120 000 tonnes de fret passaient encore sur le réseau et il avait même été prévu de prolonger les voies jusqu'au parc d'activité de la Ménude (Val Tolosa) à Plaisance-du-Touch.

## Vie pratique
Pharmacie, maison citoyenne,

### Enseignement
Le quartier possède aussi une école maternelle, et une crèche.